# 妖精劍士f
《妖精劍士f》是Compile Heart旗下電子角色扮演遊戲品牌「Galapagos」的第一款作品，最初於2013年發售。邪神設計由天野喜孝負責，女神設計由平野克幸負責，角色設計由つなこ負責。

## 故事簡介[2]
很久以前，邪神與女神之間曾發生一場戰爭。
這兩個力量勢均力敵，使用充滿力量的特殊武器將彼此封印到另一個世界。
然後，時間過去了。
封印女神和邪神的武器被稱為“妖聖武器”，那些使用它們的人被叫做“劍士”。
有傳言說妖聖武器可給予收集的人任何願望，且因為這些傳言，劍士間互相爭鬥收集這些妖聖武器。
偶然地，一個叫梵格的年輕人救了一個名叫緹亞拉的女孩，他是個劍士。
從那天開始，梵格發現自己是邪神和女神間戰鬥的重要一部分。

## 登場角色[3]

### 劍士
梵格（Fang，配音：逢坂良太）
本故事的主人公。嘴巴很壞，說話直接到幾近笨拙。但反過來說，也是個表裡如一的正直之人。奉行享樂主義，平時相當懶散，但該做的時候會放手去做。只要決定了要做的事就停不下來。
緹亞拉‧緹利斯‧緹亞斯（Tiara，配音：石原夏織）
本故事的女主角，少女劍士。有著大小姐氣質，相當文靜，個性過於認真，並有些微受被虐狂傾向。為了令女神復活而在收集妖聖武器。每次被梵格罵時都會開心地說著「感覺好新鮮……」，個性有點怪異。但另一方面，生氣時相當嚇人。
赫拉‧赫雷（Harler，配音：東山奈央）
妖聖研究家兼劍士。個性不拘小節、大而化之。全心投入研究的瘋狂學者。在本人沒有自覺的情況下四處散播成熟女性的魅力。
皮朋（Pipin，配音：下田麻美）
來歷不明的神秘生物劍士。不管怎麼看都不像人類，但卻相當有常識。說起話來絮絮叨叨。至於他頭上插著的劍到底是什麼、這樣會不會傷到腦部等等則一切不明。
愛芙爾（Effole，配音：新田惠海）
襲擊梵格的劍士。沉默寡言，如機器一般殘暴的少女。由搭擋妖聖果林負責翻譯她的發言。並沒有其他願望，和其他劍士戰鬥就是她的全部目的。
夏爾曼·查爾斯蘭扎（Shalman，配音：江口拓也）
想要實現世界和平，四處收集妖聖武器以防其落入惡徒手中的劍士。個性纖細，有著近似於詩人的氣質，喜歡述說美麗的事物。話語中富含機智，很會打比方。可能就是因此而和梵格合不來？
加爾德‧加爾穆茲歐姆（Gald，配音：栗律貴嗣）
大企業多爾法雇用的劍士。是個非常有人情味，滿口家鄉方言的熱血笨蛋。使用鐮刀型的妖聖武器與梵格戰鬥 。
派賈（Paiga，配音：上田燿司）
多爾法四天王之一。雖然是劍士但卻不太戰鬥。為了監督其他四天王而前往戰地。負責在高層與四天王間協調的中階管理職。為了保護公司以及與妻小的生活，盡心盡力地為工作付出。孤身背負著中年男性的悲哀。
瑪莉安努（Mariano，配音：田邊留依）
多爾法四天王之一，同時也是劍士。是一名大小姐，有時會前往多爾法營運的孤兒院中演奏鋼琴。對多爾法相當忠心，為了讓多爾法統治世界而收集妖聖武器。
巴納德（Bernard，配音：村上幸平）
多爾法的重要人物，花形的輔助。四天王服從的對象。冷靜沉著，老謀深算，自身的戰鬥力也相當高。
贊克（Zenke）
多爾法四天王之一，同時也是劍士。個性殘酷好戰，渴望見血。從惡行中感受快樂，非常不人道的男人。
阿波羅尼斯（Apollonius）
多爾法四天王之一，同時也是劍士。將人生奉獻給武士道的孤傲劍士。個性非常克己，只追求著磨鍊自己的劍術。故非常喜歡和強敵戰鬥。

### 妖精
艾琳（Alyn，配音：大久保瑠美）
本故事的另一位女主角。寄宿在梵格的妖聖武器中，有著少女形象的妖聖。喪失了記憶。認為梵格是個傻瓜故看不起他且態度高傲。和對誰都是一副高高在上的態度的梵格比較起來，兩人在各種意味上來說是半斤八兩。
裘伊（Cui，配音：能登有沙）
與緹亞拉搭檔的妖聖。雖然不會說話，但能和緹亞拉心意相通。會發出「裘伊裘伊」的叫聲。
巴赫斯（Bahas，配音：てらそままさき）
與赫拉搭檔的妖聖。雖然看起來很粗獷，但卻能一手包辦家事和烹飪。相當會照顧人的大叔。
總司（souji，配音：小野友樹）
皮朋的搭檔妖聖。帥氣的型男。由於搭檔是皮朋這隻神秘的生物，經常被人誤認為是劍士。個性溫文儒雅，有如男管家一般。
果林（Karin，配音：大橋彩香）
與愛芙爾搭檔的妖聖。個性溫和，慢條斯理。負責代替只用「殺」字來發言的愛芙爾與人溝通。
龍心（Ryushin，配音：中村大樹）
夏爾曼的搭檔。認真而頑固的機器人型妖聖。或許因為是機器人，有點不知變通。
瑪莉莎（Marisa，配音：井出佳耶乃）
與加爾德搭檔的妖聖。散發出悠哉而沉穩的氣質，負責照顧加爾德的女性妖聖。有如加爾德的母親一般。
薇薇亞（Vivia，配音：安田奈緒子）
派賈的搭檔。擁有一對如老鼠般的大耳朵，非常有女人味。經常沒有幹勁，並愛吐槽被夾在上司和同事之間左右為難的派賈。因為派賈是有妻小的人，也不知道他是怎麼向妻子說明薇薇亞的存在的。
庫拉拉（Kurara，配音：豐田萌繪）
與瑪莉安努搭檔的妖聖。表面上是個圓圓地、小小地、輕飄飄地浮在空中，宛如吉祥物般的妖聖……然而嘴巴非常壞。除了瑪莉安努以外的人，一律被其稱為「低等生物」。不能讓小孩接近，相當危險的妖聖。
布菈蒂（Bloody，配音：駒形友梨）
與巴納德搭檔的妖聖。女性型態。才貌兼具且冷靜沉著。作為秘書支持著忙碌的巴納德。作為秘書的能力非常高，來自其他企業的挖角源源不絕，卻只忠於巴納德，稱他為自己的主人。
德拉（Della）
與贊克搭檔的妖聖。和自己的劍士一樣把殘酷的行為當成娛樂。因為雙方都是這樣的個性，故與其他劍士與妖聖之間的關係不太一樣。兩人之間的牽絆不是基於信賴，而是一種把對方當成道具來利用的特殊關係。
瑟格羅（Seguro）
阿波羅尼斯的妖聖。外表是一隻巨大的龍，本身的戰鬥力相當高。個性相當認真。

### 其他
蘿洛（Lola，配音：井口裕香）
雖然年紀輕輕，卻已經靠著擔任情報販子、雜務代理人維生。是個守財奴，常會前來向梵格一行人兜售各種物品。而她的情報來源則似乎是商業秘密。支持著梵格的冒險的少女。
花形（Hanagata，配音：弦德）
多爾法的社長兼首領。多爾法是個經營著孤兒院等，為社會貢獻的優良企業，可是卻為了某個目的而在暗地裡收集妖聖武器……
札奇（Zagi）
被多爾法裁員後被瑪莉安努撿到。自此以後成為了瑪莉安努的親衛隊隊長。對瑪莉安努一心一意，只要是與她作對的人都是他的死敵。
愛蜜莉（Emily，配音：三澤紗千香）
阿波羅尼斯的妹妹。雖然偶然和梵格成為了好友……

## 遊戲名詞
妖聖武器
女神與邪神互相封印的武器，此武器寄宿著「妖聖」的存在，因應戰況會施放魔法、變化成不同型態。
女神
聲優是井上喜久子
身穿白色鎧甲的光明化身，傳說中她是為了人類挺身而出，與邪神展開對抗。
邪神
聲優是野宮一範
背後非常顯眼的強韌雙翼的黑暗化身，傳說中其目的與女神相反，是為了毀滅世界而戰。
大都市瑟溫斯
有一流企業「多爾法」總公司耳聞名的大城市，城裡流傳著女神與邪神的傳說，以及與傳說有關的妖聖武器流言。

## 遊戲主題曲

### 妖精劍士F主題曲
OP「Resonant World」
作詞・作曲・編曲 - R・O・N / 歌 - 松永真穂（from StylipS）
ED「光」
作詞・作曲 - 矢吹香那 / 編曲 - 菊谷知樹 / 歌 - ChouCho

### 妖精劍士F邪神降臨主題曲
OP「閃光リフレイン」
作詞・作曲・編曲 - R・O・N / 歌 - StylipS
女神篇ED「奇跡はそう、ここにあると」
作詞 - 渡邊カズヒロ / 作曲・編曲 - 大山曜 / 歌 - Sakina
魔神篇ED「Fantastic Field」
作詞・作曲 - 宮崎まゆ / 編曲 - 賀佐泰洋 / 歌 - 能登有沙（from StylipS）
邪神篇ED「Fate of Faith」
作詞 - 松井洋平 / 作曲・編曲 - AstroNoteS / 歌 - 能登有沙（from StylipS）

## 外部連結
- 官方網站（页面存档备份，存于）
- 遊戲手冊（页面存档备份，存于）
- 加拉巴哥式（页面存档备份，存于）
- STEAM(妖精劍士F邪神降臨) （页面存档备份，存于）
- STEAM(妖精劍士F) （页面存档备份，存于）